# Мицик, Фёдор Алексеевич
Фёдор Алексеевич Мицик (укр. Федір Олексійович Мицик; 5 [18] сентября 1911, Вишнополь, Киевская губерния — июль 1941) — советский украинский поэт, журналист.

## Биография

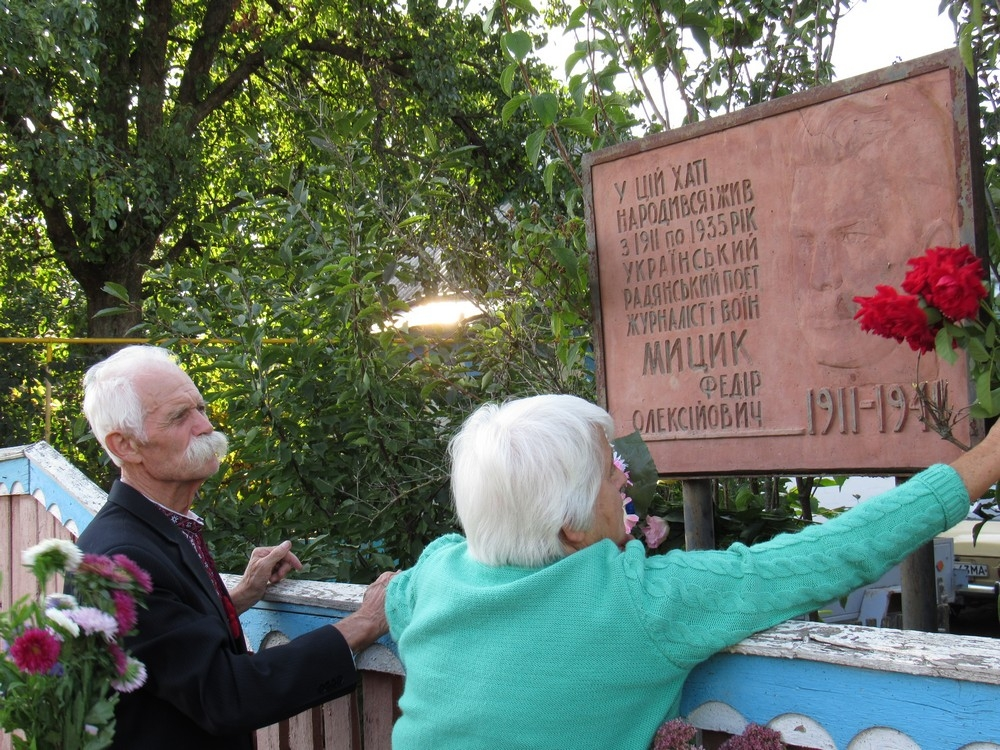
Памятная табличка на доме, где родился Фёдор Мицик, 2018 год

Родился 5 (18) сентября 1911 года в селе Вишнополь (ныне Тальновский район Черкасской области Украины) в крестьянской семье.
В 1926 году окончил четырёхлетнюю трудовую школу. Его произведения были впервые опубликованы в 1928 году в газете «Селянська правда».
Работал пионервожатым в школе, помощником бухгалтера в артели «Прогресс», заведовал избой-читальней. В период коллективизации занимался организацией первого в селе колхоза, был секретарём сельсовета. В 1932 году начал журналистскую деятельность. Был сотрудником районной газеты «Колгоспник Бабанщини» (Киевская область).
В 1933—1935 годах служил в Красной армии. В 1935—1938 годах учился в Украинском коммунистическом институте журналистики в Харькове. Проходил практику в газетах «Молода гвардія» (Одесса), «Красный горняк» (Кривой Рог). С 1938 года был сотрудником газет «Комсомолець України», «Голос радзецкі» и «Безбожник». Публиковал свои произведения в журналах «Молодий більшовик» и «Радянська література».
Весной 1941 года старший политрук Фёдор Мицик был мобилизован в армию. Его направили в Тернополь, где он стал секретарём газеты «Правда більшовицька». Принимал участие в Великой Отечественной войне. Погиб в июле 1941 года в боях на Киевском направлении.

## Творчество
Фёдор Мицик является автором около 250 стихов, более 110 рассказов и очерков и нескольких переводов с русского и польского языков. В 1939—1941 годах он подготовил к печати три сборника стихов «Моя починається пісня», «З книги про друзів» и «Моїй землі», изданию которых помешала война. 27 февраля 1961 года Фёдор Мицик был посмертно принят в Союз писателей СССР. В 1962 году был опубликован сборник его стихов «Моїй землі». Позднее были изданы сборники «Поезії» (1974) и «Моя починається пісня» (1991). Его произведения также вошли в коллективные сборники «Пісня полеглих — в строю» (1965), «Вогневій» (1970), «Вінок слави» (1970), «Прапори і багнети» (1986) и другие.

### Сочинения
- Моя починається пісня: [перша зб. віршів] / Федір Мицик. — Тальне, 1991.
- Поезії / Федір Мицик; упоряд. Мирослав та Вадим Мицики. — Киев: Молодь, 1974. — 136 с.
- Моїй землі: [поезії] / Федір Мицик; упоряд. М. Мицик. — Киев: Радянський письменник, 1962. — 81 с.

## Память
- Имя на памятной доске в республиканском Доме литераторов;
- 18 сентября 1981 года к 60-летию поэта в его доме в селе Вишнополь был открыт литературно-этнографический музей[2].